# Elise Laverick
Elise Mary Laverick (nach Heirat Sherwell; * 27. Juli 1975 in Rustington) ist eine ehemalige britische Ruderin. Sie gewann 2004 und 2008 die olympische Bronzemedaille im Doppelzweier.

## Sportliche Karriere
Die 1,78 m große Laverick begann 1992 mit dem Rudersport. 1996 gewann sie im Einer die Bronzemedaille bei den U23-Weltmeisterschaften. 1997 rückte sie in die britische Ruder-Nationalmannschaft auf und gewann mit dem Achter die Bronzemedaille bei den Weltmeisterschaften. 1998 startete Laverick im Doppelvierer. Nach drei A-Final-Teilnahmen im Ruder-Weltcup war der zehnte Platz bei den Weltmeisterschaften 1998 ein Rückschlag. 1999 und 2000 ruderte Laverick wieder im britischen Achter, mit dem sie bei den Olympischen Spielen 2000 den siebten Platz belegte. 
2001 saß Laverick wieder im Doppelvierer, mit dem sie den fünften Platz bei den Weltmeisterschaften erreichte, 2002 in Sevilla folgte der siebte Platz im Einer, 2003 in Mailand der vierte Platz mit dem Doppelvierer. 2004 stieg sie zusammen mit Sarah Winckless in den Doppelzweier um, mit dem beide bei den Olympischen Spielen 2004 die Bronzemedaille hinter den Booten aus Neuseeland und Deutschland erkämpften. 
2005 ruderte Laverick im Doppelzweier mit Debbie Flood, bei den Weltmeisterschaften erreichten die beiden den fünften Platz. 2006 ruderte Laverick im britischen Achter und wurde Weltmeisterschafts-Achte. 2007 bildete sie zusammen mit Anna Bebington einen neuen Doppelzweier; in dieser Besetzung gelang Elise Laverick zehn Jahre nach ihrer Bronzemedaille mit dem Achter der zweite Medaillengewinn bei Weltmeisterschaften, als Laverick und Bebington hinter zwei Chinesinnen und den Neuseeländischen Olympiasiegerinnen von 2004 das Ziel erreichten. 2008 gewannen Laverick und Bebington die letzte Weltcupregatta in Luzern. Bei den Olympischen Spielen 2008 erhielten die beiden Britinnen die Bronzemedaille hinter den Neuseeländerinnen und dem deutschen Boot.